# Batrachosuchoides
Batrachosuchoides lacer
Genre
Espèce
Batrachosuchoides est un genre fossile d'amphibiens préhistoriques du début du Trias attesté en Russie. Ce genre n'est représenté que par son espèce type, Batrachosuchoides lacer'. 

## Présentation
Ses vestiges fossiles ont été trouvés dans la série Baskunchakskaia et la Lestanshorskaya Svita,.

## Systématique
Le genre Batrachosuchoides et l'espèce Batrachosuchoides lacer ont été décrits en 1967 par Shishkin (d).
Certaines sources donnent 1966 comme date de création du genre Batrachosuchoides.